# Baron Langdale
Baron Langdale war ein erblicher britischer Adelstitel, der je einmal in der Peerage of England und in der Peerage of the United Kingdom verliehen wurde.

Wappen der Barone Langdale (erster Verleihung)

## Verleihungen
Erstmals wurde in der Peerage of England der Titel Baron Langdale, of Holme-on-Spalding-Moor in the County of York, am 4. Februar 1658 durch Letters Patent für den royalistischen Heerführer im Englischen Bürgerkrieg Sir Marmaduke Langdale. Der Titel erlosch beim Tod seines Ur-urenkels, des 5. Barons, der keine männlichen Nachkommen hinterließ, am 5. April 1777.
In zweiter Verleihung wurde der Titel Baron Langdale, of Langdale in the County of Westmorland, in der Peerage of the United Kingdom am 23. Januar 1836 für Henry Bickersteth neu geschaffen. Da dieser keine männlichen Nachkommen hatte, erlosch der Titel bei dessen Tod am 18. April 1851.

## Liste der Barone Langdale

### Barone Langdale, erste Verleihung (1658)
- Marmaduke Langdale, 1. Baron Langdale (1598–1661)
- Marmaduke Langdale, 2. Baron Langdale (1628–1703)
- Marmaduke Langdale, 3. Baron Langdale († 1718)
- Marmaduke Langdale, 4. Baron Langdale († 1771)
- Marmaduke Langdale, 5. Baron Langdale († 1777)

### Barone Langdale, zweite Verleihung (1836)
- Henry Bickersteth, 1. Baron Langdale (1783–1851)